# (64553) Segorbe
(64553) Segorbe (2001 WR15) – planetoida z pasa głównego asteroid okrążająca Słońce w ciągu 3,6 lat w średniej odległości 2,35 j.a. Odkryta 24 listopada 2001 roku.